# Open je hart (Nick & Simon)
Open je hart is een lied van het Nederlandse zangduo Nick & Simon. Het werd in 2015 als single uitgebracht en stond in hetzelfde jaar als eerste track op het album Open.

## Achtergrond
Open je hart is geschreven door Gordon Groothedde en Nick Schilder en geproduceerd door Groothedde. Het is een nummer uit het genre palingpop. In het lied zingen de artiesten over hoe de liedverteller met een meisje om zou gaan als zij een relatie met hem aangaat. Dit is op een andere manier dan de mannen die ervoor haar vertrouwen hebben geschaad. 
Bij het nummer werd een interactieve muziekvideo gemaakt, waarbij de kijker zelf de verhaallijn van de video kon bepalen. Het was de eerste keer dat een Nederlands artiest een dergelijk techniek voor een videoclip gebruikte.
Bij televisieprogramma Nick & Simon, The Dream bracht het duo een Engelse versie van het nummer ten gehore met de titel Open Your Heart.

## Hitnoteringen
De zangers hadden succes met het lied in de hitlijsten van het Nederlands taalgebied. Het stond op de 72e plaats van de Nederlandse Single Top 100 in de enige week dat het in deze hitlijst te vinden was. De Nederlandse Top 40 werd niet bereikt; het kwam hier tot de negentiende plek van de Tipparade. Ook in de Vlaamse Ultratop 50 was er geen notering. Wel bereikte het de 23e positie van de Ultratip 100.